# Karl Dittes
Karl Dittes (* 27. August 1917 in Oberplanitz; † 17. September 2001) war Fußballspieler in Deutschland und der DDR sowie Trainer in der DDR-Oberliga, der höchsten ostdeutschen Fußballklasse.

## Fußball-Laufbahn

### Spieler
Dittes Fußball-Laufbahn begann beim heimatlichen Arbeitersportverein VfL Planitz, wo er vom neunten bis zum dreizehnten Lebensjahr spielte. Nachdem die Nationalsozialisten 1933 die Arbeitersportvereine verboten, wechselte Dittes zum Planitzer SC. Mit dieser Mannschaft stieß er 1942 bis in das Viertelfinale der deutschen Fußballmeisterschaft vor, erst dort unterlagen die Planitzer dem First Vienna FC mit 2:3. Dittes blieb Mitglied des Planitzer FC, bis dieser 1945 von den sowjetischen Besatzungsbehörden verboten wurde.
Auch nach Kriegsende bot sich Dittes die Gelegenheit, weiter Fußball zu spielen. Er schloss sich der SG Planitz an, die in dem Zwickauer Stadtteil die Fußballtradition weiterführte. 1946 konnten erstmals wieder Meisterschaftsspiele auf Kreisebene durchgeführt werden, die SG Planitz gewann die Kreismeisterschaft Zwickau. Als ein Jahr später die Wettkämpfe auf die gesamte sowjetische Besatzungszone ausgeweitet werden konnten, erreichte die SG Planitz das Endspiel um die Ostzonenmeisterschaft am 4. Juli 1948 und wurde mit Dittes als halblinken Stürmer nach einem 1:0-Sieg über Freiimfelde Halle Ostzonenmeister. Dittes hatte in der 38. Minute seinen Mittelstürmer Horst Weiß in Schussposition zum Siegtreffer gebracht. Als 1949 die Betriebssportgemeinschaft Horch Zwickau die Fußballer der SG Planitz übernahm, war auch Dittes dabei. Die neue BSG scheiterte jedoch bereits in der Finalrunde Sachsen und konnte den Titel der Planitzer nicht verteidigen. Als im Sommer 1949 die erste Meisterschafts-Saison der ostdeutschen Oberliga gestartet wurde, gehörte auch Horch Zwickau zu den Gründungsmannschaften und wurde am Ende erster DDR-Fußballmeister. Der bereits 32-jährige Dittes absolvierte 16 der 26 Punktspiele und erzielte vier Tore. Auch die nachfolgende Oberligasaison 1950/51 bestritt Dittes noch und war in 15 der diesmal 34 Punktspiele dabei, kam aber nur noch auf ein Punktspieltor. Anschließend beendet er seine Laufbahn als Fußballspieler.

### Trainer
Von 1952 an war Dittes als Fußballtrainer tätig. Seine erste Station war die Oberligamannschaft der BSG Wismut Aue, die sich in der vorherigen Saison als Aufsteiger mit Rang sieben bereits gut platziert hatte. Bereits in seinem ersten Trainerjahr führte Dittes die Wismutmannschaft zur Vizemeisterschaft. Nach Platz vier 1953/54 erreichte Dittes ein Jahr später seinen ersten Titelgewinn als Trainer. Die in den SC Wismut Karl-Marx-Stadt umstrukturierte Mannschaft, die trotz neuen Namens weiterhin in Aue spielte, gewann am 19. Juni 1955 unter der Leitung von Dittes das Endspiel um den DDR-Fußballpokal mit 3:2 nach Verlängerung über den SC Empor Rostock. Trotz dieses Erfolges wurde Dittes im August 1955 von Fritz Gödicke als Cheftrainer abgelöst und erhielt eine unbedeutende Rolle im Trainerstab des SC Wismut.
Nach drei Jahren verließ Dittes den Wismut-Club und kehrte nach Zwickau zurück, wo er im März 1958 als Nachfolger von Hans Höfer das Training seiner alten Mannschaft, die sich jetzt BSG Motor Zwickau nannte und nach wie vor in der Oberliga spielte, übernahm. Die Mannschaft hatte ihre frühere Spielstärke eingebüßt und war in den letzten zwei Jahren nur im unteren Tabellendrittel gelandet. Nach zwei achten Plätzen hatte Dittes die Mannschaft so verbessert, dass sie die Saison 1960 mit Platz vier abschließen konnte. 1963 schaffte Dittes auch mit Motor Zwickau den Einzug in das Pokalendspiel und gewann nach einem 3:0-Sieg über Chemie Zeitz zum zweiten Mal den FDGB-Pokal. Als Motor Zwickau in der Saison 1963/64 mit Platz zwölf nur knapp dem Abstieg entronnen war, wurde Dittes von Horst Oettler als Trainer abgelöst. Danach war er nicht mehr im höherklassigen Fußball tätig.